# Lilltjärnen (Åsarne socken, Jämtland, 696273-139680)
Lilltjärnen är en sjö i Bergs kommun i Jämtland och ingår i Ljungans huvudavrinningsområde.